# Arthur Arby
Arthur Arby, född 21 augusti 1874 i Karlstad, död 7 juli 1946 i Göteborg, var en svensk direktör.
Han var son till lantbrukaren Anders Anderson och Emilia Jansson. År 1921 gifte han sig med Margareta Kolmodin, dotter till kapten Gustaf Edvard Kolmodin och Ingrid Karolina Dahnbom. 
Arby bedrev läroverksstudier i Karlstad, därefter studerade han, gjorde sin kontorspraktik och kommersiella utbildning i Finland, Ryssland, Tyskland, Storbritannien, Frankrike, Spanien och Italien i nämnda ordning mellan åren 1890–1905. Åren 1897–1899 var han VD för Tampereen Meijeri i Tammerfors, 1899–1901 disponent för Arthur H. Borgströms smörexport i Hangö. År 1906 blev han delägare i handelsbolaget Sand, Johansson & Co i Göteborg, och efter att det blev aktiebolag blev han dess VD. 
Arby hade flera kommittéuppdrag för Göteborgs stad. 
Han är begravd på Örgryte gamla kyrkogård.